# 극장판 토마스와 친구들: 디젤 기관차들의 반란
《극장판 토마스와 친구들: 디젤 기관차들의 반란》(영어: Thomas & Friends: Day of the Diesels)는 2011년 영국의 애니메이션, 가족 영화이다.

## 한국어 성우진
- 신용우 : 토마스 역
- 엄상현 : 퍼시 역
- 전태열 : 헨리 역
- 김은아 : 에밀리 역